# Король Лір (фільм, 1971, Велика Британія)
«Король Лір» (англ. King Lear) — британський драматичний фільм 1971 року, знятий Пітером Бруком за мотивами однойменної п'єси Вільяма Шекспіра. Фільм розповідає про короля Ліра, який на схилі років вирішує відійти від справ і розділити своє королівство між трьома своїми доньками. Знято у суворому чорно-білому кольорі, фільм натхненний абсурдистським театром таких драматургів, як Семюел Бекет, й після виходу був відзначений своїм похмурим тоном та зимовою атмосферою.

## У ролях
- Пол Скофілд — Король Лір
- Ірен Ворт — Гонерілья
- Сіріл К'юсак — герцог Олбані
- Сузан Енгель — Регана
- Том Флемінг — Кент
- Енн-Ліз Габольд — Корделія
- Іен Хогг — Едмунд
- Роберт Ленгдон Ллойд — Едгар
- Джек МакГоуран — блазень
- Патрік Мегі — Корнуолл
- Баррі Стентон — Освальд
- Алан Вебб — Глостер
- Серен Елунг Єнсен — герцог Бургундський

## Виробництво
Режисер Пітер Брук звертався до «Короля Ліра» у театрі — 1962 року вийшла його сценічна адаптація трагедії з Полом Скофілдом у головній ролі (Королівська шекспірівська компанія).
Кіноверсія «Ліра» Брука була натхненна есе польського критика Яна Котта під назвою «Король Лір, або Кінець гри», де Котт пише, що п'єса Шекспіра — це трагедія гротеску, «іронічне, клоунське мораліте, […] глузування з усіх есхатологій: з райського неба, обіцяного на землі, і з райського неба, обіцяного після смерті». Фільм був знятий на 16-міліметровій чорно-білій плівці та здебільшого знятий у зимовому дюнному краї півострова Ютландія в Данії.

## Огляд
Фільм Брука різко розділив критиків. Полін Кель заявила: «Мені не просто не сподобалася ця постановка, я її ненавиділа!» і запропонувала альтернативну назву «Ніч живих мерців». Роберт Гетч у «The Nation» вважав її «чудовою екранізацією п'єси, якої тільки можна було очікувати», а Вінсент Кенбі в «The New York Times» назвав її «піднесеним Ліром, сповненим вишуканого жаху». Фільм значною мірою спирався на ідеї Яна Котта, зокрема на його спостереження про те, що «Король Лір» був попередником абсурдистського театру: зокрема, фільм має паралелі з «Кінцем гри» Беккета. Кінокритик Джон Саймон назвав «Короля Ліра» «катастрофічним».
Критики, яким не подобається фільм, особливо звертають увагу на його похмурий характер з самого початку: скаржачись, що світ п'єси не погіршується зі стражданнями Ліра, а починається темним, безбарвним і зимовим, залишаючи (за словами Дугласа Броуда) «Ліру, країні та нам нікуди йти». Жорстокість пронизує фільм, який не розрізняє насильство нібито добрих і злих персонажів, представляючи обох як дикість. Пол Скофілд у ролі Ліра уникає сентиментальності: цей вимогливий старий чоловік з компанією непокірних лицарів викликає співчуття глядачів до дочок у перших сценах, а його подання явно відкидає традицію (як її описує Деніел Розенталь) грати Ліра як «бідного старого сивого патріарха».

## Нагороди
Фільм входить до списку десяти найкращих фільмів 1971 року Національної ради кінокритиків США.
Пол Скофілд отримав премію «Боділ» 1971 року як найкращий актор у головній ролі.
Алана Вебба було номіновано як найкращого актора другого плану за роль Глостера на церемонії вручення нагород New York Film Critics Circle Awards.